# Raising the Flag on Iwo Jima
Raising the Flag on Iwo Jima är två berömda fotografier tagna av fotografen Joe Rosenthal som beskriver resandet av den amerikanska flaggan på toppen av Mount Suribachi, på den södra spetsen av Iwo Jima, den 23 februari 1945 under slaget om Iwo Jima. Det första fotot togs i stridens slutskede och förde en mindre flagg på toppen av en stupränna. Fotografen tyckte detta kunde förbättras och tog senare ett bättre foto med större flagga som restes av flera soldater, vilken sedermera är det foto som publicerats mest. Fotografierna är ett av andra världskrigets mest berömda.
Det är bilden från den andra flaggresningen som blivit berömd och även var förebilden vid skapandet av US Marine Corps Memorial.

## Bildgalleri

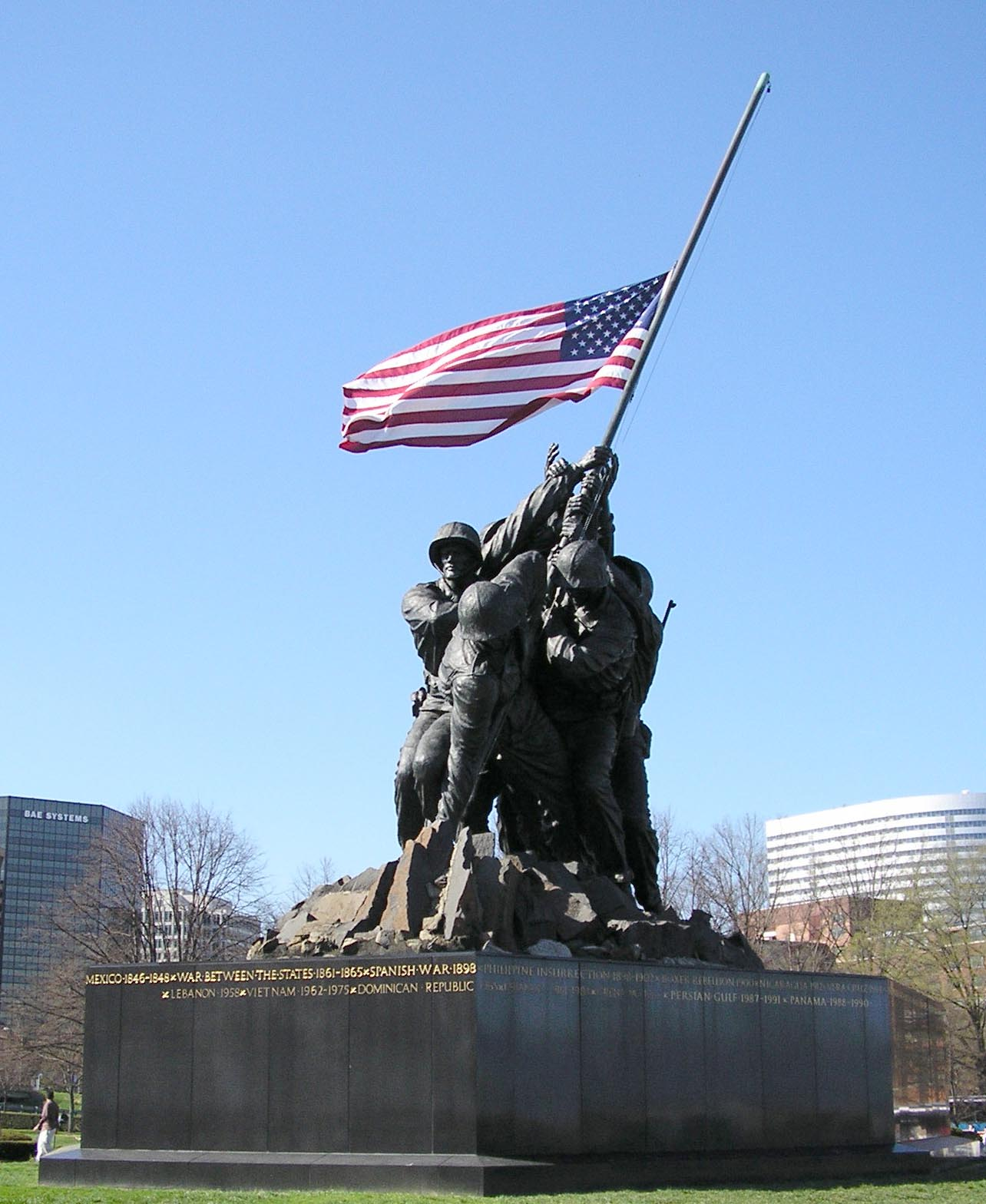
US Marine Corps Memorial med sockelinskription.